# Syndrome d'Aagenaes
 Mise en garde médicale
Le syndrome d'Aagenaes, ou cholestase-lymphœdème, est une maladie génétique caractérisée par une hypoplasie congénitale des vaisseaux lymphatiques. Il doit son nom au pédiatre norvégien Oystein Aagenaes qui en donna la première description en 1968 dans une famille présentant des liens consanguins. En 2009  la moitié des cas connus concernent des familles norvégiennes.

## Description de la maladie
Les signes cliniques principaux en sont un lymphœdème des membres inférieurs et une cholestase néonatale avec hépatomégalie. Durant l'enfance la symptomatologie a tendance à devenir intermittente et l'on observe une stabilisation de l'état des patients. Plus rarement, les enfants sont atteints de cirrhose hépatique, parfois mortelle. Le syndrome d'Aagenaes se transmet sur un mode autosomique récessif. L'anomalie génétique est localisée sur le bras long du chromosome 15,.

## Traitement
- Diététique avec allaitement puis nourriture avec lipides moyens.
- Vitamines
- Cholestyramine
- Phénobarbital

## Traitement expérimental
- Acide ursodésoxicholique, possibilité d'utilisation durant la grossesse.